# Titanix
Titanix è un gruppo musicale svedese formatosi nel 1979. È attualmente costituito dai musicisti Maria Rolf, Stefan Rolf, Jerry Rolf e Jonas Holmqvist.

## Storia del gruppo
Drömmar får liv (2010) è stato il primo album in studio del gruppo a fare l'ingresso nella Sverigetopplistan, arrivando al 4º posto. Mitt i ett andetag (2011) e Genom natten (2012) sono entrambi arrivati nella top ten svedese.
Anche i dischi Om då var nu (2014) e Ögonblick av allt (2018) hanno raggiunto la top 30 nazionale. Hanno ricevuto la nomination per un premio Grammis.

## Formazione
Attuale
- Maria Rolf – voce (1991-presente)
- Stefan Rolf – voce, chitarra (1979-presente)
- Jerry Rolf – voce, tastiere (1981-presente)
- Jonas Holmqvist – batteria (2023-presente)

Ex componenti
- Magnus Jonsson (1979-1981)
- Jonathan Nöjd (2021-2023)
- Conny Pettersson (1979-1989)
- Christer Hultgren (1979-1989)
- Helena Svensson (1980-1982)
- Eddy Slättenhäll (1984-1997)
- Paul Nilsson (1989-1989)
- Tina Rolfarth (1989-1991)
- Jimmy Slättenhäll (1989-2008)
- Henry kieksi (2008-2020)
- Magnus Löfving (1989-2021)

## Discografia

### Album in studio
- 1996 – Livs levande
- 2006 – Hela världen
- 2010 – Drömmar får liv
- 2011 – Mitt i ett andetag
- 2012 – Genom natten
- 2014 – Om då var nu
- 2018 – Ögonblick av allt

### Singoli
- 1997 – Längtan
- 2010 – Allt jag vill ha
- 2011 – Om du bara visste
- 2017 – Det är du
- 2017 – En stjärna med ditt namn
- 2017 – Hela havet stormar
- 2017 – I år firar du jul med saknaden
- 2018 – Häng med på party
- 2018 – Vem är det nu som är stark
- 2018 – Snöfall
- 2019 – Thorleifs saxofoner
- 2020 – Ge mig hopp/Här vill jag leva
- 2020 – Låt inte din skugga falla här
- 2020 – Vad du ser är vad du får
- 2021 – Är ni me' - Allsångsmedley
- 2023 – Här kommer sommaren
- 2023 – När närheten bränns
- 2024 – Utan dina andetag
- 2024 – Aj aj aj